# Полтавська обласна бібліотека для юнацтва імені Олеся Гончара
Полтавська обласна бібліотека для юнацтва імені Олеся Гончара — обласна бібліотека для юнацтва у Полтаві. Кількість читачів сягає близько 25 тис., яким щоденно видається понад 1,5 тис. примірників бібліотечних документів. Фонди бібліотеки станом на 01.01.2024 року – 109938 примірників. Серед матеріалів є книги, періодичні видання, кінофотофонодокументи та електронні носії інформації. 

## Історія
Створено бібліотеку 1 серпня 1976 року.  
З 1976 по 1991 бібліотека займала приміщення на першому поверсі житлового будинку в мікрорайоні «Половки», який було перейменовано 24 липня 2024 року на «Пушкарівський».
Першою директоркою новоствореної обласної бібліотеки для юнацтва була Смолянінова Євдокія Никифорівна протягом 1976–1980 років. Вона мала великий досвід роботи в бібліотечній галузі, бо раніше очолювала бібліотеку-філію №4 Полтавської міської ЦБС.
Дуденко Ніна Максимівна - друга директорка бібліотеки, вона директорувала в 1981 - 2010 рр.
У 1991 році бібліотека переїхала за адресою вул. Олеся Гончара 25а. 
У 1997 році — присвоєно ім’я Олеся Гончара. 
Директоркою бібліотеки з 2010 по 2016 роки була Балибіна Ірина Вікторівна 
У 2008 році Інтернет-центр відкрито, який виступає навігатором в інформаційних ресурсах, створює рекомендаційні списки сайтів з актуальних тем запитів користувачів. 
2023 р. – створений Цифровий освітній центр та сектор дитячого розвитку та дозвілля. 

2024 р. бібліотека перемогла у Всеукраїнському конкурсі «Бібліотека року» з проєктом "День науки". 

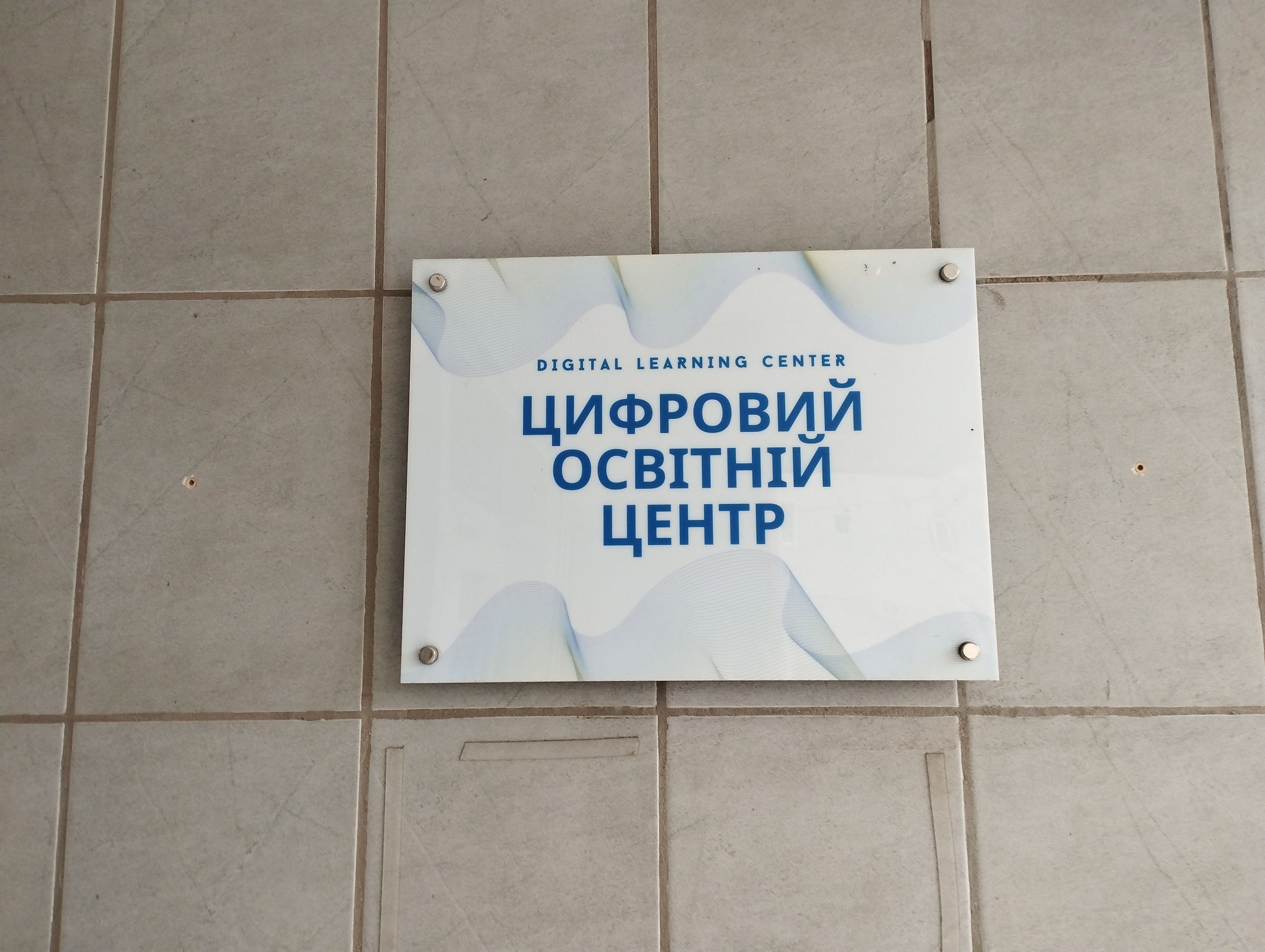

## Сучасна діяльність

### Бібліотечний фонд
На 1 січня 2024 року фонд бібліотеки нараховує 109938 примірників, з них:
- книг, брошур – 86803;
- журналів та газет – 19806;
- аудіовізуальних матеріалів – 2424;
- електронних видань та відеоматеріалів – 905.

Нові надходження за рік – 793 примірники, з них:
- періодичних видань – 178;
- книг, брошур – 615.

Для зручного пошуку інформації в бібліотеці створено:
- Електронний каталог;
- Безкоштовна on-line послуга – віртуальна довідка.[3]

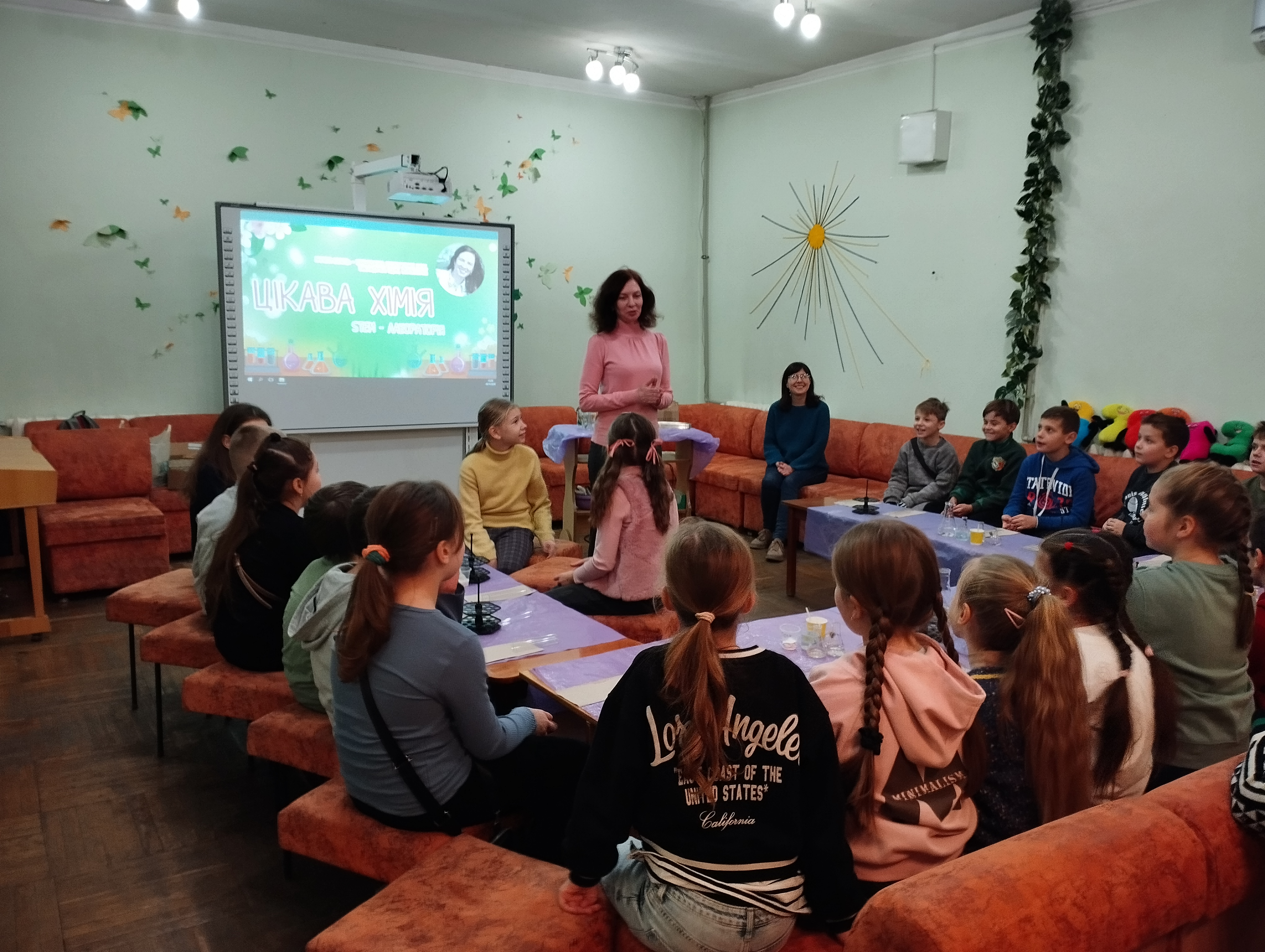
День науки з Мариною Білець

### Проєктна діяльність
Щомісячно в бібліотеці проводиться День науки на базі STEM-лабораторії. Заняття для юних користувачів постійно проводить кандидатка біологічних наук Марина Білець.
Фестиваль читацьких талантів «Крок до успіху» проводиться бібліотекою восьмий рік  для всіх користувачів бібліотеки і тих, хто небайдужий до книжок та читання.